# Las Galletas
Las Galletas es una de las entidades de población que conforman el municipio de Arona, en la isla de Tenerife —Canarias, España—.
Cerca de esta localidad se encuentran los núcleos de Los Cristianos, Guaza, Guargacho, Costa del Silencio y El Fraile.

## Características
Las Galletas es una localidad costera situada a unos 19 kilómetros de la capital municipal, y a una altitud media de 103 m s. n. m.
Está formada por los núcleos poblacionales de La Estrella, Las Galletas y Las Rosas.
Las Galletas cuenta con los Centros de Educación Infantil y Primaria Luis Álvarez Cruz y La Estrella, con el Instituto de Enseñanza Secundaria Las Galletas, un Centro de Atención Ciudadana, varios centros sociales, un centro cultural, con la iglesia parroquial de San Casiano, un consultorio médico, una oficina de información turística, una oficina de Correos, polideportivo municipal, plazas públicas, parques infantiles, entidades bancarias, farmacia, puesto de la Cruz Roja, parques públicos, gasolinera, comercios, bares y restaurantes.
Aquí se encuentra también el Muelle de Las Galletas, que cuenta con puerto pesquero y deportivo, y el Faro de La Rasca.
La localidad posee gran parte de la superficie de los espacios protegidos de la reserva natural especial del Malpaís de La Rasca y del Monumento Natural de la Montaña de Guaza.
Las Galletas es muy popular y conocida entre la gente que vive en el interior de la isla porque muchos deciden adquirir una segunda residencia aquí aprovechando sus apartamentos a bajos precios y su cercanía al mar, también posee una gran cantidad de población foránea sobre todo proveniente de Latinoamérica y la África subsahariana

## Historia
Desde su fundación fue una población eminentemente pesquera y lugar de tránsito y abastecimiento de pescadores, quienes tienen sitios por excelencia para agruparse y dialogar, como son las cercanías de la Lonja de Pescado y del muelle embarcadero.[cita requerida]

## Fiestas
Las fiestas patronales de Las Galletas son las de San Casiano de Imola, que se celebran el 13 de agosto.